# Nobuyuki Kojima
Nobuyuki Kojima (Maebashi, Prefectura de Gunma, Japó, 17 de gener de 1966) és un exfutbolista japonès. Va disputar 4 partits amb la selecció japonesa.